# Kalmar Södra IF
Kalmar Södra IF är en idrottsförening i Kalmar. Klubben bildades 1945 och har över 600 medlemmar och utövar fotboll, innebandy och rugby. Klubbfärgerna är blått och rött. Herrarnas A-lag spelar för närvarande i fotbollens division 5 Sydöstra under Smålands fotbollsförbund. Hemmamatcherna spelas på Skyttis IP, beläget strax söder om länssjukhuset i Kalmar.
Kalmar Södra IF valdes till årets idrottsförening i Småland 2005, och till årets ungdomsförening i fotboll Småland 2008 av Smålands FF. Före detta allsvenska fotbollsmålvakten Tony Ström har föreningen som moderklubb och har även varit tränare för Kalmar Södras A-lag flera år. Även de allsvenska försvararna Johan Stenmark och Peter Rydasp har Kalmar Södra som moderklubb.
Flest matcher i föreningens historia har gjorts av Ingvar Petersson, 626 matcher.

## Kända spelare
Tony Ström

Johan Stenmark

Peter Rydasp

Jonas Fried

Nenad Djordjevic

Kjell-Ove Brandt